# 斯坦·派嫩堡
斯坦·派嫩堡（荷蘭語：Stan Pijnenburg，1996年11月4日—），荷兰男子游泳运动员，2018年欧洲游泳锦标赛混合4×100米自由泳接力银牌得主、2020年欧洲游泳锦标赛混合4×100米自由泳接力银牌得主、2024年世界游泳锦标赛男子4×100米混合泳银牌得主。